# Ukwuani-aboh-ndoni
L'ukwuani-aboh-ndoni és una llengua que es parla al sud de Nigèria; es parla a la LGA de Ndokwa, a l'estat del Delta i a la LGA d'Ogba-Egbema-Ndoni, a l'estat de Rivers.
L'ukwuani-aboh-ndoni és considerada una llengua igbo. Les altres llengües igbos són l'ezaa, l'igbo, l'ika, l'ikwo, l'izii, l'mgbolizhia, l'ikwere i l'ogbah.

## Ús i dialectologia
L'ukwuani-aboh-ndoni és una llengua que gaudeix d'un ús vigorós (6a); tot i que no està estandarditzada, és utilitzada per població de totes les edats i generacions. La llengua té una gramàtica.
Els dialectes de la llengua són l'abo, l'ndoni i l'ukwuani.

## Població i religió
El 95% dels 255.000 ukwuanis són cristians; d'aquests, el 80% són catòlics i el 20% protestants. El 5% restant creuen en religions tradicionals africanes.